# Estación Travesía (Chile)
Travesía fue una estación de ferrocarril que se hallaba en el sector de Llano Seco, dentro de la comuna de Copiapó en la Región de Atacama de Chile. Fue parte del Longitudinal Norte y actualmente se encuentra inactiva.

## Historia
Si bien la vía férrea donde está ubicada la estación corresponde al tramo del ferrocarril Longitudinal Norte entre La Serena y Toledo (en las cercanías de Copiapó), y que fue inaugurado en 1914, la estación no aparece mencionada en los primeros años de funcionamiento de dicha línea: Santiago Marín Vicuña en 1916 no la describe en su listado, así como tampoco aparece en mapas oficiales de 1929 y de 1945.
La estación aparece en mapas de la «Guía del Veraneante», publicación editada por los Ferrocarriles del Estado, en 1949. Hacia 1965 la estación continuaba prestando servicios y seguía apareciendo en mapas oficiales.
Con el cierre de todos los servicios de la Red Norte de la Empresa de los Ferrocarriles del Estado en junio de 1975, la estación Travesía fue suprimida mediante decreto del 6 de noviembre de 1978. Actualmente se mantiene en pie una casa que albergaba a la estación.